# Jorvan Vieira
Pour les articles homonymes, voir Vieira.
Jorvan Vieira (24 mai 1953 au Brésil) est un médecin qui est par la suite devenu entraîneur de football.

## Biographie
Engagé par la Fédération irakienne de football, Jorvan mène directement l'équipe irakienne en finale de la Coupe d'Asie. Après ce succès, il quitte son poste avant de revenir en septembre 2008 avec un nouveau salaire à la clé.
Le 5 février 2009, à la suite des mauvais résultats de l'équipe d'Irak lors de la Coupe du Golfe, la Fédération décide de se séparer de lui. 
L’Etoile Sportive du Sahel a annoncé la désignation du Brésilien Jorvan Vieira comme nouvel entraîneur de l’équipe première pour l’équipe Le technicien brésilien a signé un contrat d’une saison renouvelable et aura pour adjoint son compatriote Felipe Silvano. 